# Дневник из Африке
Дневник из Африке (енгл. Bill Bryson's African Diary) је књига чији је аутор амерички писац Бил Брајсон. Дело представља хумористички путопис који приказује пишчева путовања кроз афрички континент, тачније његову посету Кенији. Прича прати историју, географију, обичаје и кулутуру кенијских народа. Његова посета имала је и хуманитарни карактер.